# Catedral basílica de San Emerano (Nitra)
La Catedral Basílica de San Emerano o simplemente Catedral de Nitra (en eslovaco: Katedrála svätého Emeráma oBazilika sv. Emeráma) es una catedral católica ubicada en Nitra, Eslovaquia. Toda la catedral se encuentra en el recinto del castillo de Nitra, al igual que el Castillo de Praga. Es la catedral de la diócesis de Nitra.
El edificio fue construido en el estilo gótico y se compone de muchas partes. La iglesia superior data del período 1333-1355. La rotonda se remonta a los siglos XI y XII, y alberga un relicario de plata hecho en 1674. Otro relicario de la catedral alberga algunas reliquias de San Cirilo. La iglesia inferior se construyó entre 1621-1642.  Más tarde, todo el complejo de la catedral fue remodelado en el estilo barroco.
San Emerano de Ratisbona, a quien está dedicada la catedral, fue un obispo itinerante que hizo el trabajo misionero de la corte del duque de Baviera, Theodo I.

## Véase también

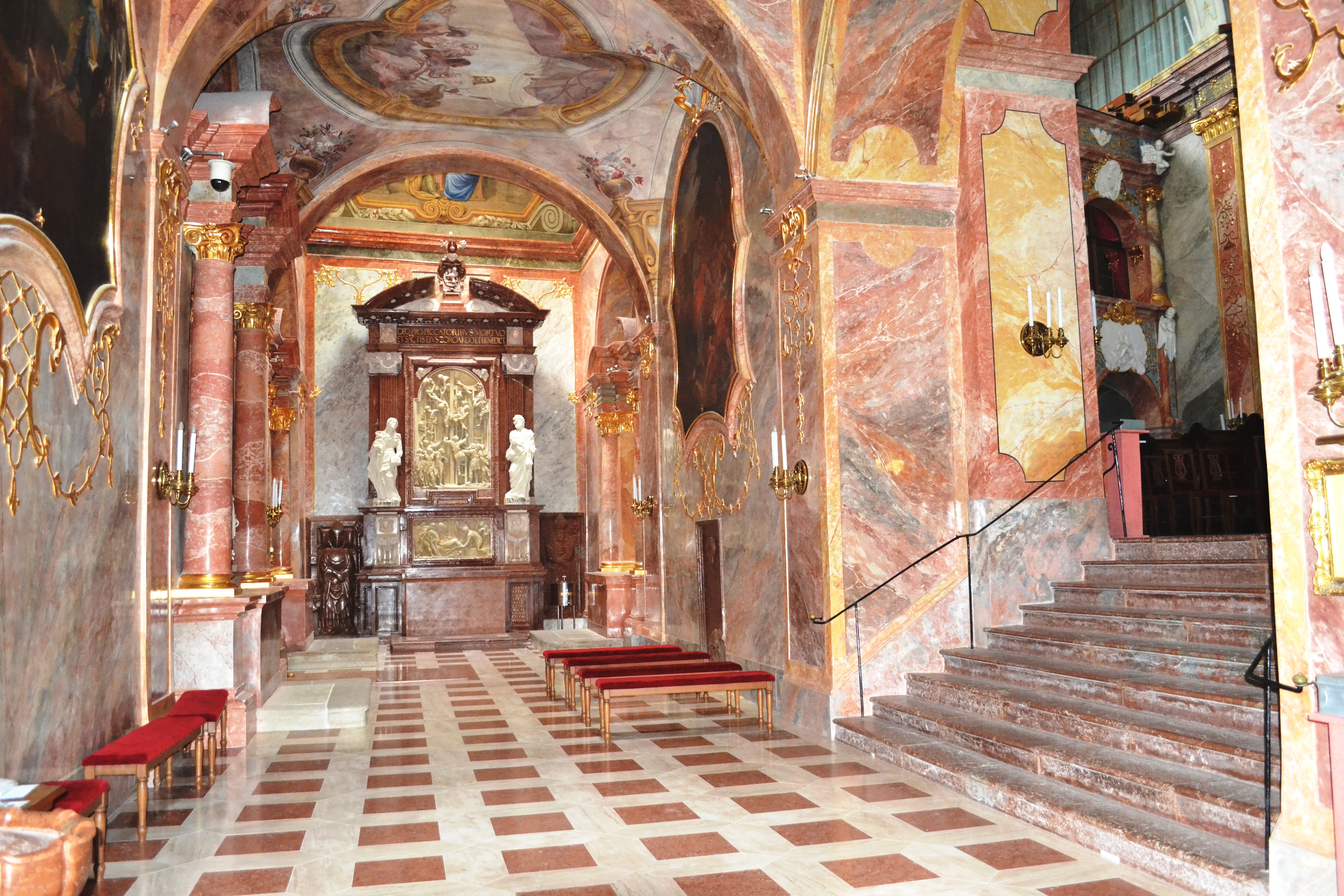
Vista interna